# Associazione italiana amici del presepio
L'Associazione Italiana Amici del Presepio (abbreviata come AIAP), è una associazione italiana con lo scopo riunire gli appassionati del presepe al fine di perpetuarne e rinnovarne le tradizioni, l'arte, la storia attraverso mostre, conferenze, corsi di tecnica e un convegno nazionale annuale.

## Storia
Fondata a Roma il 29 novembre 1953 da Angelo Stefanucci (Roma, 7 settembre 1905 - 7 dicembre 1990) e Mario Mattia, l'associazione è composta da circa 3.000 iscritti e persegue i suoi scopi statutari anche attraverso le sue sedi periferiche.
L'associazione pubblica ininterrottamente dal 1953 la rivista trimestrale "il Presepio", e gestisce Il "Museo Tipologico Internazionale del Presepio - Angelo Stefanucci".
L'A.I.A.P. fa parte dell'Universalis Foederatio Praesepistica (UN.FOE.PRAE.), federazione internazionale delle associazioni presepistiche.

## Attività
Tra le attività svolte dall'associazione:
- Washington (U.S.A.), presepio presso la Casa Bianca per il Presidente Lyndon B. Johnson (1967);
- Roma, presepio per il Presidente della Repubblica, Giovanni Leone (1973);
- Roma, presepio in Piazza Navona per conto del Comune di Roma (dal 1976 pressoché ininterrottamente fino ad oggi);
- Roma, consulenza per l'allestimento (per la prima volta nella storia) di un presepio in Piazza San Pietro (1982);
- Monschau-Höfen (Aquisgrana, Germania), Esposizione Internazionale del Presepio (1985);
- Siviglia (Spagna), partecipazione alla Esposizione Universale (1992);
- Tunisi, Mostra “Presepi dal Mondo”: esposizione di circa trenta presepi del Museo del Presepio di Roma presso la Cattedrale di Tunisi, su invito del Vescovo di Tunisi e dell'Ambasciata d'Italia – Istituto per la Cultura (2004);
- New Haven (U.S.A.), Mostra su Presepi di tutto il mondo: esposizione di oltre cinquanta presepi, di cui molti scenografici, in parte provenienti dal Museo del Presepio di Roma e in parte da collezioni private – Museo dei Cavalieri di Colombo (2005);
- Mosca (Russia), “Il Presepio – Una tradizione italiana” – Esposizione di 6 grandi presepi scenografici presso la Chiesa di Cristo Salvatore, sede del Patriarcato ortodosso (2005);
- San Pietroburgo (Russia), “Il Presepio – Una tradizione italiana” – Esposizione di 6 grandi presepi scenografici presso il Museo Etnografico (2006);
- New Haven (U.S.A.), Mostre sul presepio italiano, del Centro Europa, della Germania: esposizione di presepi scenografici, in gran parte provenienti dal Museo del Presepio di Roma e altri da collezioni private – Museo dei Cavalieri di Colombo (2005 - 2007 - 2013 - 2015 - 2016).

## Sedi periferiche
- http://www.presepio.it/sedi/